# Kara Kohler
Kara Michelle Kohler (* 20. Januar 1991 in Walnut Creek, Kalifornien) ist eine US-amerikanische Ruderin. Sie gewann 2012 die olympische Bronzemedaille im Doppelvierer.

## Karriere
Kohler begann 2009 mit dem Rudersport. 2010 gewann sie mit dem Achter den Titel bei den U23-Weltmeisterschaften. 2011 siegte sie mit dem Achter beim Ruder-Weltcup in Luzern. Bei den Weltmeisterschaften 2011 gewann sie zusammen mit Sarah Zelenka, Emily Regan und Sara Hendershot im Vierer ohne Steuerfrau. 2012 wechselte Kara Kohler in den Doppelvierer, nach einem vierten und einem achten Platz im Weltcup gewann der US-Doppelvierer mit Kara Kohler, Adrienne Martelli, Natalie Dell und Megan Kalmoe die Bronzemedaille bei den Olympischen Spielen 2012. Im Jahr darauf belegte sie mit dem Doppelvierer noch einmal den fünften Platz bei den Weltmeisterschaften.
Erst 2017 war Kohler wieder bei den Weltmeisterschaften am Start und belegte wie vier Jahre zuvor den fünften Platz im Doppelvierer. 2018 wechselte sie in den Einer. Bei den Weltmeisterschaften 2018 belegte sie den vierten Platz, 2019 in Linz gewann sie die Bronzemedaille hinter der Irin Sanita Pušpure und der Neuseeländerin Emma Twigg. Bei den Olympischen Spielen in Tokio belegte sie den neunten Platz im Einer. 2023 bei den Weltmeisterschaften in Belgrad ruderte Kohler auf den vierten Platz im Einer. Bei den Olympischen Spielen 2024 in Paris erreichte sie das Ziel als Fünfte.